# Линде, Дмитрий Павлович
Дмитрий Павлович Линде (29 августа 1919, Мурманск — 2006, Москва) — советский и российский учёный в области радиопередающих устройств и систем связи, кандидат технических наук, профессор. Почётный радист СССР.

## Биография
Родился в Мурманске.
Окончил 3 курса Московского государственного университета. В 1941 году призван в ряды РККА и направлен на учёбу в Военно-воздушной инженерной академии имени Н. Е. Жуковского, которую окончил в 1944 году. В том же году проходил военную стажировку в 45-м гвардейском ночном штурмовом авиационном полку, участвовал в боевых действиях на Ленинградском фронте. В 1947 году окончил адъюнктуру при ВПИА имени М. Жуковского.
На протяжении многих лет работал старшим преподавателем ВПИА имени Н. Жуковского по дисциплине «радиопередающие устройства» на кафедре «авиационные передающие и приемные устройства». Совмещал преподавательскую деятельность с научной работой, был одним из инициаторов исследований в области создания радиопередающих устройств РЛС, формирующих когерентные зондирующие сигналы. Руководил разработкой линии радиосвязи Москва — Курилы.
После выхода в запас в 1974 году в звании полковника, продолжал педагогическую деятельность на кафедре «Электронные и квантовые приборы» факультета автоматики, телемеханики и электроники в Московском институте связи. В 1952 г. ему было присвоено ученое звание доцента, а в 1983 — профессора.

## Научная работа
Автор учебников и учебных пособий, многие из которых до настоящего времени являются основополагающими в области радиопередающих устройств для инженеров гражданских и военных специальностей. Автор множества научных работ как самостоятельно, так и в соавторстве, ряда книг на ту же тематику.
Научные интересы Дмитрия Павловича лежали в области самых разных приложений радиотехники, начиная от основ радиотехники, генераторов колебаний СВЧ диапазона, радиорелейного оборудования, радиопередающих устройств и антенной техники, до систем многоканальной связи и однополосного радиовещания. Этой тематике были посвящены его многочисленные научные труды. Также многим поколениям радиоинженеров хорошо известны вышедшие из под пера Д. П. Линде учебники: «Основы радиотехники», «Авиационные передающие устройства», «Радиопередающие устройства», «Элементы расчета ламповых генераторов СВЧ», «Антенно-фидерные устройства». Некоторые из них были переведены на иностранные языки.

## Награды
Награжден орденами Великой Отечественной войны 2-й степени (11.03.1985), Красной Звезды и 17 медалями. Почётный радист СССР.